# Paramesacanthion oxycephalum
Paramesacanthion oxycephalum är en rundmaskart som först beskrevs av E. Ditlevsen 1926.  Paramesacanthion oxycephalum ingår i släktet Paramesacanthion och familjen Enoplidae. Arten är reproducerande i Sverige. Inga underarter finns listade i Catalogue of Life.